# Ferdinand Schenström
Carl Ferdinand (Fenne) Schenström, född den 12 juli 1860 i Stora Skedvi socken, Kopparbergs län, död den 13 februari 1950 i Uppsala, var en svensk militär.
Schenström blev underlöjtnant vid Dalregementet 1880, löjtnant där 1887, kapten 1900 och major 1909. Han övergick 1917 som major till regementets reserv och befordrades samma år till överstelöjtnant i armén. Schenström företog tillsammans med Torsten Boberg och Erik Maijström en utgrävning av en karolinergrav i Handöl 1936–1937. Han sammanställde sjätte delen av Dalregementets historia (1938) och skrev bidrag till årsböcker och tidskrifter från Svenska turistföreningen, Riksföreningen för skidlöpningens främjande i Sverige och Dalarnas hembygdsförbund med mera. Schenström blev riddare av Vasaorden 1901, av Svärdsorden 1902 och av Nordstjärneorden 1939. Han vilar på Stora Skedvi kyrkogård.